# Pierre Taffin
Pour les articles homonymes, voir Taffin.
Pierre Taffin, né le 6 mars 1664 à Gand (actuelle Belgique) et mort le 12 décembre 1745 à Valenciennes, est un des premiers entrepreneurs du charbon français. Il commence par être un représentant de la noblesse de robe et est audiencier au Parlement de Flandre à Douai. En hiver, il habite dans son château de Vieux-Condé et fait la connaissance du vicomte Jean-Jacques Desandrouin, qui réside à Fresnes-sur-Escaut. Ils s'associent dans le but de développer l'extraction minière, mais il meurt avant la fondation de la Compagnie des mines d'Anzin en 1757.
Il a épousé Marie-Claire Duhamel avec qui il a eu dix-huit enfants, dont seuls trois lui ont donné descendance, formant ainsi trois nouvelles branches de la famille. Pour lui rendre hommage, la Compagnie des mines d'Anzin ouvre en 1834 une fosse à son nom à Bruille-Saint-Amand, dont le puits est serrementé en 1915. Ses divers descendants ont eu des postes à responsabilités au sein de la compagnie.

## Biographie

### Ascendance
Jean, l'aîné des deux frères Taffin, est vers 1655 chargé d'une mission importante à La Haye, où il meurt en 1670. Il a épousé Jeanne Raux, qui lui a donné quatre fils, dont seul Pierre a laissé postérité : Jean-Baptiste, qui s'est fixé à Gand, Michel, supposé habiter dans l'Artois, et Eugène, entré dans l'ordre des Carmes. Son frère Michel Joseph installé en Bavière est la tige des Taffin de Sarny.

### Naissance
Pierre Taffin naît accidentellement à Gand le 6 mars 1664, pendant un voyage qu'y fait sa mère.

### Carrière
Il entre jeune dans la magistrature, après avoir débuté comme avocat au conseil souverain de Tournai. En 1698, il achète une charge de substitut du procureur-général près le même conseil, devenu, à cette époque, le parlement de Flandre. Il est installé le 7 juin. Cette même année 1698, le 24 décembre, Pierre épouse Marie-Claire Duhamel, de Valenciennes, fille unique de M. Duhamel, seigneur moyen et bas-justicier de Vieux-Condé, au château de qui le mariage est célébré.
Pierre Taffin se défait de sa charge au parlement, en 1708, à la mort de son beau-père, qui le laisse, du fait de sa femme, seigneur de Vieux-Condé, Guœlzin, Hordain, Heursel, Beaudignies, Legonfour, et autres lieux. Plus tard, il est promu aux fonctions de procureur-général près le Conseil provincial du Hainaut français, siégeant à Valenciennes. Il exerce ces fonctions jusqu'en 1721, époque à laquelle ce conseil est supprimé. Il est à cette époque qualifié d'écuyer, conseiller secrétaire du roi en la chancellerie près le parlement de Flandre. À sa mort, on le qualifie de conseiller du roi, audiencier vétéran en la chancellerie près la cour du parlement de Flandre.
Pierre Taffin habite Valenciennes, où il a son domicile, pendant l'hiver, et passe une partie de l'été à son château de Vieux-Condé. C'est pendant ses séjours à Vieux-Condé qu'il se lie intimement avec le vicomte Jean-Jacques Desandrouin, qui habite le château de Fresnes-sur-Escaut. C'est à ces relations qu'est due la création de la Compagnie Desandrouin-Taffin. Il consacre toute sa fortune à cette entreprise qui l'a mis à deux doigts de sa ruine. Se femme en meurt de chagrin en 1729. Après la réussite, Louis XV, pour récompenser Taffin, le fait chevalier de ses ordres, et lui envoie la croix de Saint-Michel.

### Mort
Pierre Taffin meurt à Valenciennes le 12 décembre 1745, âgé de 81 ans. S'il n'a pas eu les soucis et les chagrins qu'a eu à soutenir son associé contre la Compagnie de Cernay, il n'a pas eu non plus la satisfaction de voir consolider son œuvre par la création de la Compagnie des mines d'Anzin.

### Descendance et postérité
Pierre Taffin a eu de sa femme, Marie-Claire Duhamel, dix-huit enfants, dont onze garçons et sept filles, le premier, né le 3 février 1700, et le dernier, le 24 mars 1721. Des onze garçons, sept meurent avant leur vingtième année, et quatre seulement ont survécu à Pierre Taffin, dont un a embrassé l'état ecclésiastique. Des sept filles, il n'en élève que cinq, et quatre ont pris le voile. Dans le contrat constitutif de la Compagnie des mines d'Anzin, les héritiers de Pierre Taffin se réduisent à quatre : M. Taffin, conseiller au parlement, M. Taffin de Guœlzin, M. Taffin de Troisville, et M. de Benazet, pour sa femme. La famille de Pierre Taffin se trouve ainsi réduite à trois branches, connues sous le nom de Givenchy, Guœlzin, et Troisville.
Une fosse Taffin a été nommée en son hommage par la Compagnie des mines d'Anzin à Bruille-Saint-Amand, et a été ouverte de 1834 à 1915.

#### Branche des Taffin de Givenchy
Jules-César de Taffin, conseiller au parlement de Flandre, seigneur de Beaudignies, dont il prend le nom après la mort de son frère aîné (Pierre-Joseph-Thomas, seigneur aussi de Vieux-Condé et du Gonfour), naît à Valenciennes le 7 novembre 1715 et meurt à Douai en 1763. Il a épousé Anne-Françoise de Herbaix (près de Liège), fille de Philippe-François d' Herbais de Villecasseau, et de Marie-Françoise-Antoinette Taffin, sa parente éloignée.
De ce mariage naissent un fils et une fille : Auguste-César Taffin de Givenchy, et Louise-Césarine, née en 1752. Elle épouse Ledart de Mouchin, et meurt, sans enfants, à Douai, en 1789.
Auguste-César Taffin de Givenchy, né à Douai le 20 octobre 1750 sert d'abord dans un régiment de cavalerie (royal Navarre), puis dans la maison du roi Louis XV (mousquetaires gris). Il épouse en 1780 Aimée-Louise Lesart de Mouchin, fille de Louis-Joseph Lesart de Mouchin, chevalier de Saint-Louis, et sœur de madame de Mouchin. Il meurt au château de Rusmes, près d'Orchies. 
Auguste-César a eu sept enfants, dont deux morts en bas âge. Les autres sont Louis-Alexandre-César, Berthine-Thérère, Sophie-Césarine, Désiré-Joseph, et Romain-Joseph.
De la branche d'Auguste-Cesar descendra Hubert James Marcel Taffin de Givenchy, fameux couturier Francais né en 1927 a Beauvais dans l'Oise.
- Louis-Alexandre-César Taffin de Givenchy naît à Douai le 19 janvier 1781. Il sert sous l'Empire dans le corps de l'intendance militaire, fait les campagnes de 1803, 1804 et 1805 en partie, à la grande armée des côtes, et celles de 1805 à 1810 dans le Tyrol, l'Autriche et la Prusse. Retiré du service depuis 1810, M. Taffin de Givenchy, « homme aussi distingué par son amour pour les lettres que par ses écrits », est connu du monde savant comme secrétaire perpétuel de la Société des antiquaires de la Morinie, séant à Saint-Omer. Marié en 1811 à Amélie de Blairville, il en a eu douze enfants dont cinq sont morts en bas âge et sept sont, en 1850, encore vivants[GC 4].
- Berthine-Thérère Taffin de Givenchy, née à Douai le 27 mars 1784, a épousé Charles-Victor de Saint-Just d'Autigues, lieutenant-colonel de cavalerie. De ce mariage sont nés trois enfants.
- Sophie-Césarine Taffin de Givenchy, morte en 1808 à l'âge de 20 ans.
- Désiré-Joseph Taffin de Givenchy, né à Douai le 2 mai 1790, suit Louis XVIII à Gand, et devient aide-de-camp du prince de Croy-Solre qui commande la première armée des gardes du corps. Il quitte le service en 1828 pour cause de maladie, et meurt en 1832.
- Romain-Joseph Taffin de Givenchy, né à Maastricht le 19 novembre 1792, épouse en premières noces Laure-Joséphine Lefebvre du Hodent, morte le 12 juillet 1829, et a eu de ce mariage une fille. Il a épousé en secondes noces Marie-Adèle Mouillard de Torcy, dont il a deux enfants[GC 4].

#### Branche des Taffin de Guœlzin
Le second des trois fils de Pierre Taffin qui sont intervenus au contrat de la société de la Compagnie d'Anzin est Jean-Charles-Louis, né à Valenciennes le 10 janvier 1717. Il sert dans l'infanterie et ne quitte le service que lorsqu'il a atteint le temps voulu pour avoir la croix de Saint-Louis dont il a été décoré. Il meurt à Lille en 1782. Il a épousé Marie-Louise-Virginie de Flandre, dont il a eu quatre fils :
- César-Louis-François Taffin de Guœlzin, né à Lille, il habite Douai, dont il a été, en 1793, le premier maire élu par le peuple. Il a vécu célibataire et est mort à Douai le 31 mai 1826.
- Louis-Hyacinthe-Joseph Taffin d'Heursel est né à Lille, a servi dans le régiment d'infanterie de Bresse, et est mort à Guœlzin. Il a épousé en 1786 une demoiselle Fruict Desparcs, dont il a eu deux enfants[GC 5].
- Marie-Loseph-Louis Taffin de Sorel est né à Lille, en 1759, et a été successivement conseiller au parlement de Flandre, juge à la cour d'appel de Douai, et président de chambre à la cour impériale de la même ville. Il perd son siège à la Restauration, puis est nommé membre du Conseil général du département et a été l'un des fondateurs de la société d'agriculture de Douai, où il est mort en 1825.
- Alexis-Marie-Philippe Taffin naît à Lille le 10 août 1765. Il est connu sous le nom de Taffin Mellez, à la suite de son mariage avec une demoiselle Mellez, fille d'un magistrat qui a longtemps été maire de Douai. Alexis entre en 1785 ou 1786 dans un régiment d'infanterie en Bresse, quitte le service en 1789, et est, pendant 43 ans, membre du conseil municipal de Douai[GC 5], où il meurt en 1842. Il a formé, à Douai, la plus belle et la plus riche collection de plantes exotiques et étrangères qu'a possédé le département du Nord[GC 6].

Les quatre frères Taffin de la branche Guœlzin « ont cultivé la musique avec succès et on les a souvent entendu exécuter ensemble des quatuors d'une manière remarquable ». Une seule toile a reproduit les traits des quatre frères, Elle est due au pinceau de Hilaire Ledru, peintre douaisien. De ces quatre frères, deux sont morts sans postérité, le premier et le troisième. 
Louis-Hyacinthe a eu deux enfants : Virginie qui a épousé Pierre-Jacques-Edmond Lambreth, et en a eu deux fils, dont un mort en 1842 ; et Hyacinthe-Joseph-Bon, qui a épousé sa cousine germaine, Virginie-Antoinette, et en a eu deux fils et une fille, cette dernière mariée en secondes noces à Eugène Fruict de Morange.
Alexis-Philippe a eu aussi deux enfants : Julie-Ernestine qui a épousé le baron Amaury de Lagrange, colonel d'artillerie dont le père est chevalier d'honneur au parlement de Flandre. De ce mariage naissent Marie-Ernestine, mariée au marquis de Champagni, et Alexis de La Grange, officier d'artillerie démissionnaire. L'autre fille d'Alexis-Philippe est Virginie-Antoinette, mariée à son cousin Hyacinthe-Joseph-Bon.

#### Branche des Taffin de Troisville
Le troisième des fils de Pierre Taffin, qui intervient au contrat de société de la Compagnie des mines d'Anzin est Félix-Ignace Taffin de Troisville. Il a eu six enfants, dont deux morts en bas âge, et tous morts sans postérité à l'exception de Marie-Emmanuel qui a eu une fille morte à 15 ans :
- Félix-Philippe, mort à 22 ans ;
- Marie-Emmanuel, qui a épousé Hyacinthe-Joeph Cordier ;
- Marianne, qui a pris le voile ;
- Marie-Antoinette, qui a épousé Marie-Joseph Duhamel, lieutenant-général de la gouvernance du bailliage de Douai[GC 6].

#### Descendants liés à la Compagnie des mines d'Anzin
Il ne reste donc en 1850 plus de descendants de Pierre Taffin que de deux de ses dix-huit enfants. Parmi ces descendants ou leurs alliés, ont été successivement régisseurs de la Compagnie des mines d'Anzin : M. Benazet, à l'origine en 1757 ; Félix-Ignace Taffin de Troisville, en 1772 ; César-Louis-François Taffin de Gœulzin, en 1778 ; Marie-Joseph-Louis Taffin de Sorel, en 1822 ; Hyacinthe-Joseph-Bon Taffin d'Heursel, en 1822 ; Jacques-Edmond Lambrecht, en 1829 ; Alexis-Marie-Philippe Taffin-Mellez, en 1830 ; Prosper-Amaury-Louis de La Grange, en 1842.